# アジズ・アシモフ
アジズ・アシモフ（Aziz Asimov, 1981年10月14日 - ）はウズベキスタン出身の元サッカー審判員。
ウズベキスタンプロサッカーリーグで審判を務める一方、2013年から2022年までは国際サッカー連盟 (FIFA) に国際審判員として登録されていた。
インドネシアで開催された2018年アジア競技大会サッカーでは、グループリーグ2試合と準々決勝のアラブ首長国連邦対北朝鮮戦、決勝の韓国対日本戦を担当した。
また、2018 FIFAワールドカップ・アジア予選及び2022 FIFAワールドカップ・アジア予選でも主審を担当し、AFCカップや母国開催のAFC U23アジアカップ2022も担当した。